# Опухоли век
Опухоли век - доброкачественные, злокачественные и местнодеструирующие опухоли, происходящие из различных тканей века.
Опухоли век чаще всего представлены эпителиальными новообразованиями - они встречаются в 68,6% случаев. Часто встречаются злокачественные опухоли века - треть всех случаев. Так, рак века составляет 5-5,6% от всех случаев рака кожи.

## Доброкачественные опухоли

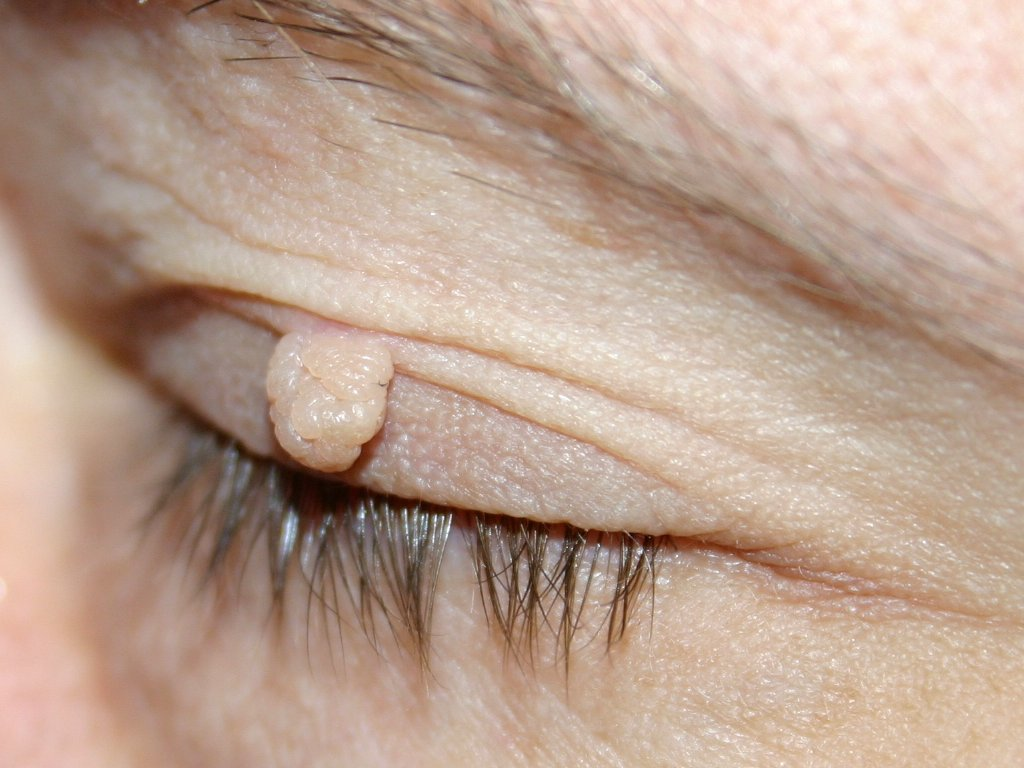
Мягкая фиброма века

Доброкачественные опухоли века обычно растут медленно. Они представлены следующими видами:
Папиллома
Является доброкачественной опухолью, происходящей из плоскоклеточного эпителия. Она появляется в виде тонких бледно-серых разрастаний на ножках, иногда сразу в нескольких местах. Фибропапиллома отличается хорошо развитой стромой с большим количеством кровеносных сосудов.
Старческая бородавка (базальноклеточная папиллома, себорейный кератоз)
Несколько напоминает папиллому, однако значительно больше подвержена ороговению.
Кератоакантома
Трихоэпителиома
Наблюдается редко. Происходит из волосяного фолликула. Различаются несколько морфологических форм этой опухоли: кистозная, светлоклеточная, солидная и сложная (комбинация трёх предыдущих видов). Она возникает преимущественно в центральной части нижнего века и хорошо отграничена от соседних тканей.
Сирингоаденома
Наблюдается очень редко. Развивается из эпителия потовой железы и состоит из большого количества кистовидных полостей. Выглядит как плотный субэпителиальный узелок и растёт очень медленно.
Доброкачественный невус
Встречается значительно реже, чем опухоли эпителиального происхождения, и представлен весьма разнородной по строению и течению болезни группой опухолей: пограничнмй, внутридермальнмй, смешанным и другими видами. Преимущественно локализуется в районе интермаргинального края века в виде узлов, тяжей и папилломатозных разрастаний различной пигментации: от бесцветной до жёлто-коричневой и чёрной окраски.
Фиброма, гемангиома, гистиоцитома
Из мягкотканных доброкачественных опухолей века чаще всего встречаются фиброма и гемангиома. Описаны лишь единичные случаи гистиоцитомы.

## Опухоли с местнодеструирующим ростом
Базалиома
Чаще всего развивается на нижнем веке (46,6% случаев) и у внутреннего края глаза (34,4%). Наблюдается у пожилых людей в возрасте 50-70 лет, но встречается и в более молодом возрасте.
Прогрессирующий невус
Этот вид опухоли является результатом малигнизации доброкачественного невуса в меланому.

## Злокачественные опухоли
Рак века
Рак века составляет около 20% всех опухолей век. Он возникает чаще всего в области интермаргинального пространства и на границе эпителия слизистой оболочки и эпидермиса. Его развитию предшествует наличие предраковых заболеваний. Опухолевые клетки происходят из эпидермиса, шиповидного слоя волосяных фолликулов, выводных протоков слёзных и мейбомиевых желёз.
Рак мейбомиевых желёз (аденокарцинома мейбомиевых желёз, рак сальных желёз)
Редкая, но весьма злокачественная опухоль, которая маскируется под базалиому, но рано даёт обширные регионарные и отдалённые метастазы и имеет неблагоприятный прогноз.
Меланома века
Редкий вид опухоли века, развивающийся на фоне невуса. Клиническое течение - как у меланомы других локализаций.
Злокачественные мезенхимальные опухоли века
К ним относятся фибросаркома и ангиосаркома, для которых описаны лишь единичные случаи

## Лечение
Лечение опухолей века зависит от гистологического строения новообразования, клинического течения заболевания, локализации и степени распространённости опухолевого процесса.
Доброкачественные опухоли лечат хирургическим способом. Для этого новообразования подвергают электрокоагуляции, криодеструкции и хирургическому удалению. В случае лечения гемангиом используют также лучевое лечение.
Злокачественные опухоли также успешно удаляют криодеструкцией. В случае лечения распространённых злокачественных опухолей после гамма-терапии и хирургического вмешательства прибегают к послеоперационной пластике для замещения дефектов. Химиотерапия при лечении опухолей века не имеет широкого распространения.

## Прогноз
При лечении доброкачественных, а также злокачественных опухолей в начальных стадиях развития прогноз благоприятный. Заметно хуже прогноз при лечении базалиом и плоскоклеточного рака. Для меланом результаты лечения плохие.